# Gilles Dowek
Gilles Dowek, né le 20 décembre 1966 à Paris où il est mort le 21 juillet 2025,, est un informaticien et logicien français.

## Biographie
Diplômé de l'École polytechnique (promotion X1985), Gilles Dowek a soutenu en 1991 une thèse de doctorat à l'université Paris 7 intitulée Démonstration automatique dans le calcul des constructions. Il enseigne à l'École polytechnique de 2002 à 2010 puis est chercheur à l’INRIA, rattaché au laboratoire Méthodes Formelles de l'École normale supérieure Paris-Saclay où il est également professeur attaché jusqu'à son décès d'un cancer en 2025.
Homosexuel engagé, il a également présidé l'Association pour la reconnaissance des droits des personnes homosexuelles et trans à l'immigration et au séjour.
Engagé dans la vulgarisation scientifique, il est l'auteur, de 2014 à 2021, de la chronique Homo sapiens informaticus dans le magazine Pour la science.
Il meurt d'un cancer le 21 juillet 2025, à l'âge de 58 ans. 

## Travaux et distinctions
Gilles Dowek a participé au développement du cadre logique Dedukti.
Il a reçu en 2007 le Grand prix de philosophie de l'Académie française pour le livre Les Métamorphoses du calcul. Une étonnante histoire de mathématiques.
Il a été lauréat du Prix scientifique Philips pour les jeunes en 1982, du European Philips contest for young researchers and inventors en 1983, du Prix d'Alembert des lycéens de la Société mathématique de France en 2000, du prix La science se livre, du département des Hauts-de-Seine, avec Serge Abiteboul, en 2018.
Il a reçu le Grand prix Inria - Académie des sciences en 2023.
Il a reçu la Médaille Histoire des Sciences et Épistémologie de l'Académie des sciences en 2024.

## Publications
- Third Order Matching is Decidable. Ann. Pure Appl. Logic 69(2-3): 135-155 (1994)
- La Logique, Paris, Flammarion, coll. « Dominos », 1995, 126 p. (ISBN 2-08-035414-0).
- Peut-on croire les sondages ?, Paris, Édition Le Pommier, coll. « Les petites pommes du savoir », 62 p. (ISBN 978-2-7465-0025-9).
- Voulez-vous jouer avec les maths ?, Paris, Édition Le Pommier, coll. « Les petites pommes du savoir », 2002, 64 p. (ISBN 978-2-7465-0052-5).
- avec Jean-Jacques Lévy, Introduction à la théorie des langages de programmation, Paris, Les Éditions de l’École Polytechnique, 2006, 110 p. (ISBN 978-2-7302-1333-2).
- Les Métamorphoses du calcul : une étonnante histoire de mathématiques, Paris, Édition Le Pommier, coll. « Essais », 2007, 223 p. (ISBN 978-2-7465-0324-3).
- Ces préjugés qui nous encombrent, Paris, Édition Le Pommier, coll. « Manifestes », 2009, 108 p. (ISBN 978-2-7465-0448-6).
- La Logique, Édition Le Pommier, 2015, 128 p. (ISBN 978-2-7465-0878-1)[7].
- Le Temps des algorithmes, Paris, Édition Le Pommier, coll. « Essais », 2016, 192 p. (ISBN 978-2-7465-1175-0).
- Vivre, aimer, voter en ligne, et autres chroniques numériques, Paris, Édition Le Pommier, coll. « Impromptus ! », 2017, 175 p. (ISBN 978-2-7465-1623-6).Recueil de textes parus dans la revue Pour la science entre mai 2014 et octobre 2017.
- Ce dont on ne peut parler il faut l'écrire : langues et langages, Paris, Édition Le Pommier, coll. « Essais », 2019, 216 p. (ISBN 978-2-7465-1800-1).

## Théâtre
Gilles Dowek est co-auteur de Qui a hacké Garoutzia ? avec Laurence Devillers et Serge Abiteboul, dont la première a été donnée au festival « off » d'Avignon en juillet 2023, dans une mise en scène de Lisa Bretzner.